# Perosillo
Perosillo – gmina w Hiszpanii, w prowincji Segowia, w Kastylii i León, o powierzchni 10,12 km². W 2011 roku gmina liczyła 21 mieszkańców.